# Уиндем (округ, Коннектикут)
Уи́ндем (англ. Windham County) — округ в штате Коннектикут, США. Официально образован в 1726 году. По состоянию на 2010 год, численность населения составляла 118 428 человек.

## География
По данным Бюро переписи США, общая площадь округа равняется 1 349,391 км2, из которых 1 328,671 км2 суша и 22,015 км2 или 1,600 % это водоемы.

## Население
По данным переписи населения 2010 года в округе проживает 118 428 жителей в составе 44 810 домашних хозяйств и 30 343 семей. Плотность населения составляет 89,00 человек на км2. На территории округа насчитывается 49 073 жилых строений, при плотности застройки около 37,00-ми строений на км2. Расовый состав населения: белые — 89,60 %, афроамериканцы — 2,20 %, коренные американцы (индейцы) — 0,50 %, азиаты — 1,20 %, гавайцы — 0,00 %, представители других рас — 4,20 %, представители двух или более рас — 2,30 %. Испаноязычные составляли 9,60 % населения независимо от расы.
В составе 29,50 % из общего числа домашних хозяйств проживают дети в возрасте до 18 лет, 50,00 % домашних хозяйств представляют собой супружеские пары проживающие вместе, 12,30 % домашних хозяйств представляют собой одиноких женщин без супруга, 32,30 % домашних хозяйств не имеют отношения к семьям, 24,60 % домашних хозяйств состоят из одного человека, 9,30 % домашних хозяйств состоят из престарелых (65 лет и старше), проживающих в одиночестве. Средний размер домашнего хозяйства составляет 2,54 человека, и средний размер семьи 3,01 человека.
Возрастной состав округа: 22,40 % моложе 18 лет, 10,70 % от 18 до 24, 25,30 % от 25 до 44, 28,80 % от 45 до 64 и 28,80 % от 65 и старше. Средний возраст жителя округа 39.2 лет. На каждые 100 женщин приходится 98,30 мужчин. На каждые 100 женщин старше 18 лет приходится 95,80 мужчин.
Средний доход на домохозяйство в округе составлял 58 489 USD, на семью — 72 958 USD. Среднестатистический заработок мужчины был 51 900 USD против 39 248 USD для женщины. Доход на душу населения составлял 27 456 USD. Около 9,20 % семей и 11,70 % общего населения находились ниже черты бедности, в том числе — 15,70 % молодёжи (тех, кому ещё не исполнилось 18 лет) и 6,50 % тех, кому было уже больше 65 лет.